# Ferrari F310
Ferrari F310 – samochód Formuły 1 zaprojektowany przez Johna Barnarda i używany przez zespół Ferrari. Model ten brał udział w sezonach 1996-1997, a jego kierowcami byli Michael Schumacher, który był dotychczasowym kierowcą Benettona i Eddie Irvine, dotychczas reprezentant Jordana. Prezentacja modelu odbyła się 15 lutego 1996 w Maranello, natomiast jego ewolucja – F310B została zaprezentowana 7 stycznia 1997.
F310 brał udział w całym sezonie 1996, natomiast jego ewolucja oznaczona F310B używana była w następnym sezonie. Model na początku był szybki, ale również i zawodny, czego przykładem było osiem nieukończonych wyścigów z rzędu przez Irvine'a, w następnym roku przy pomocy Rory'ego Byrne'a i Rossa Brawna wyeliminowano problemy z niezawodnością, dzięki temu kierowcy częściej stawali na podium. Michael Schumacher walczył do końca o tytuł mistrzowski z Jakiem Villeneuve'em, który zakończył się dyskwalifikacją Niemca z klasyfikacji kierowców, po kolizji z Kanadyjczykiem podczas finałowej rundy sezonu.
W sumie oba modele zdobyły razem 22. miejsca na podium, siedem pierwszych pól startowych, osiem wygranych, pięć najszybszych okrążeń i łączną sumę 172 punktów. W obu sezonach włoski zespół sięgnął po tytuł wicemistrzowski, ustępując jedynie zespołowi Williams. To też zaczęło powodować, że zespół powoli wracał na szczyt stawki. Następcą modelu jest Ferrari F300.

## Tło
Od momentu zdobycia tytułu mistrza świata przez Jody'ego Schecktera w 1979, żaden z kierowców włoskiej stajni nie mógł wywalczyć tytułu mistrzowskiego, jedynie w sezonach 1982-1983 Ferrari zdobywało tytuł wśród konstruktorów. Najbliżej zdobycia tytułu mistrzowskiego przez kierowcę Ferrari mieli Didier Pironi (w 1982) i Alain Prost (w 1990). Pironi przekreślił szansę na wygranie mistrzostw poprzez wypadek w czasie Grand Prix Niemiec 1982 i w klasyfikacji kierowców przegrał o pięć punktów z Keke Rosbergiem, natomiast Prost w wyniku kolizji spowodowanej przez Ayrtona Sennę podczas Grand Prix Japonii 1990 i w ostatecznym rozrachunku stracił do kierowcy McLarena siedem punktów.
W sezonach 1991-1993 reprezentanci Ferrari nie mogli odnieść pojedynczego zwycięstwa, kilkukrotnie znajdując się na podium wyścigów. Przez ostatnie dwa sezony włoska stajnia wygrała dwa wyścigi – Grand Prix Niemiec 1994 i Grand Prix Kanady 1995. W 1991 roku prezydentem Ferrari zostaje Luca Cordero di Montezemolo – to on doprowadził do ponownego zaangażowania Johna Barnarda do Ferrari w sierpniu 1992 a także zatrudnienia Michaela Schumachera we wrześniu 1995.
Podczas prezentacji modelu F310, główny akcjonariusz Fiata Gianni Agnelli powiedział, że jeśli Ferrari z Schumacherem nie będą wygrywać, to będzie wyłącznie ich wina.

## Specyfikacja techniczna

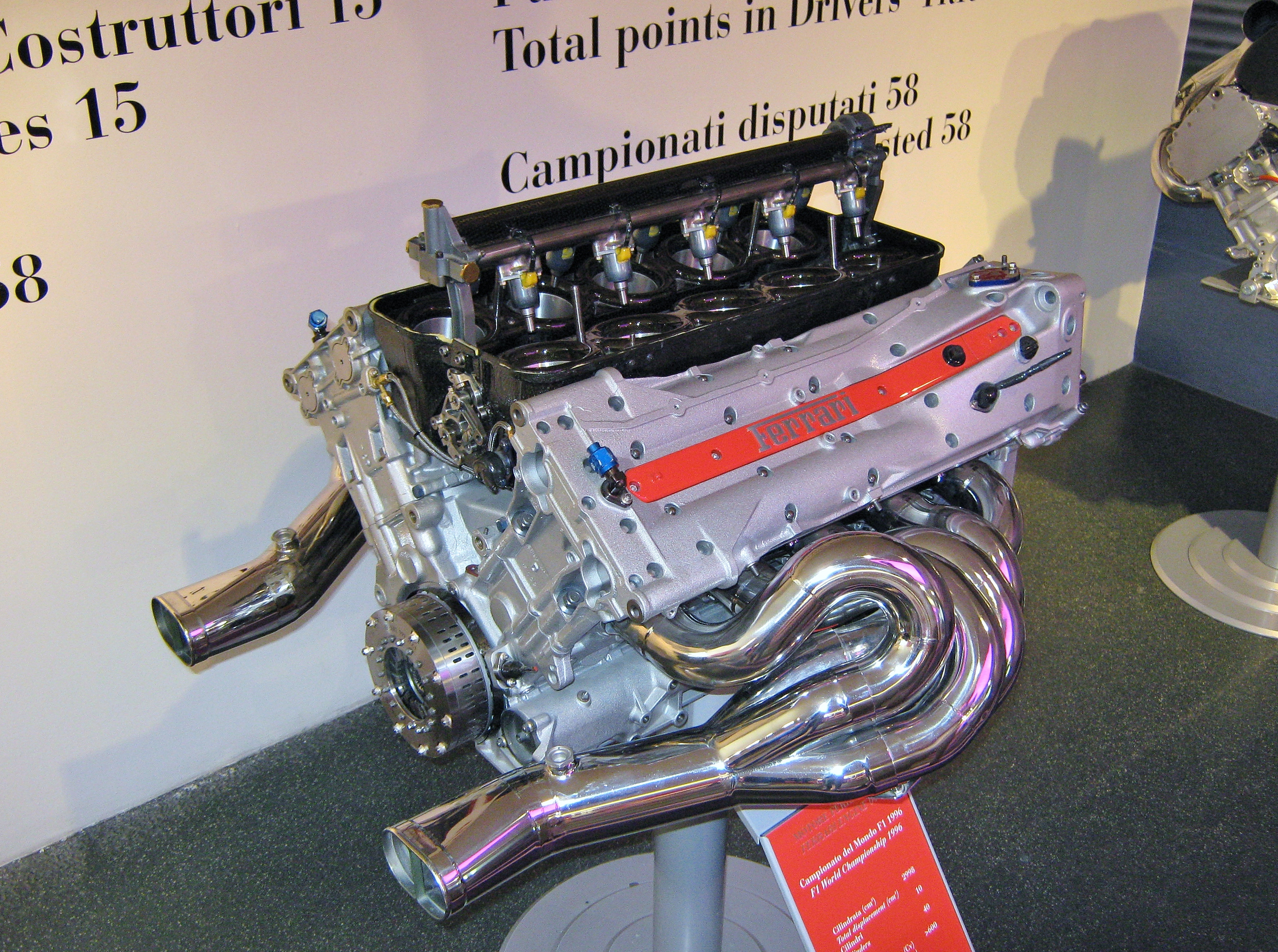
Ferrari Tipo046

Odpowiedzialnymi za projekt F310 byli John Barnard i Willem Toet. Wiosną 1996 do zespołu projektowego dołączył także Gustav Brunner, który nadzorował pierwszy przegląd modelu. Model ten był ostatnim zaprojektowanym przez Barnarda i pierwszym samochodem Ferrari z dziesięciocylindrowym silnikiem. Nazwa samochodu wzięła się od silnika – trzylitrowy i dziesięć cylindrów (V10). Było to odwołanie do stosowania nazw samochodów Ferrari w sezonach 1966-1980 (312, 312B i 312T) i później już w 2006 (Ferrari 248 F1).

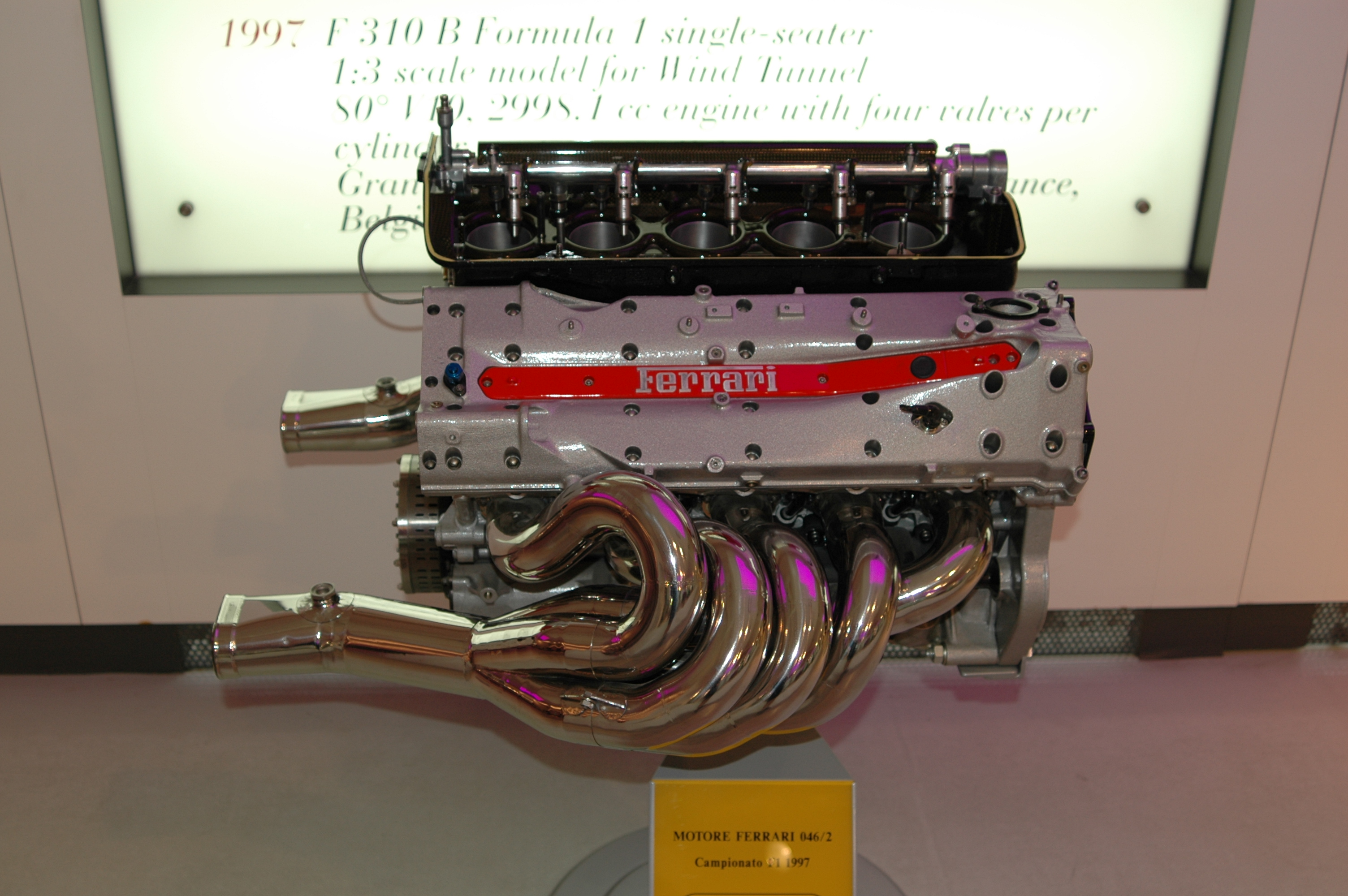
Ferrari Tipo046/2

Modele F310 i F310B były napędzane dziesięciocylindrowymi silnikami Ferrari Tipo046 i Tipo046/2 mający pojemność 2998 cm³, będące dziełem Gillesa Simona. Była to najważniejsza zmiana w samochodach włoskiego zespołu, gdyż wcześniej korzystano z dwunastocylindrowych jednostek napędowych – zgodnie z regulaminem silniki nie mogły przekraczać 3000 cm³. Po przeprowadzeniu modyfikacji silniki te były w sezonach 1997-1998
stosowane przez zespół Sauber ukrywając je pod nazwą Petronas (jako Petronas SPE01 i SPE01D). Wymiary cylindrowe w Tipo046 odpowiadały wymiarom jednostki Tipo043 z sezonu 1994, gdy jeszcze stajnia korzystała z silników V12. Zaletami jednostki były optymalne zużycie paliwa, mniejsza masa całkowita oraz mniejsze zapotrzebowanie na chłodzenie silnika. Jednostka ta była drugą najmocniejszą jednostką napędową przy starcie – równie mocna była jednostka Renault RS8, która była wykorzystywana w samochodach Williamsa i Benettona.

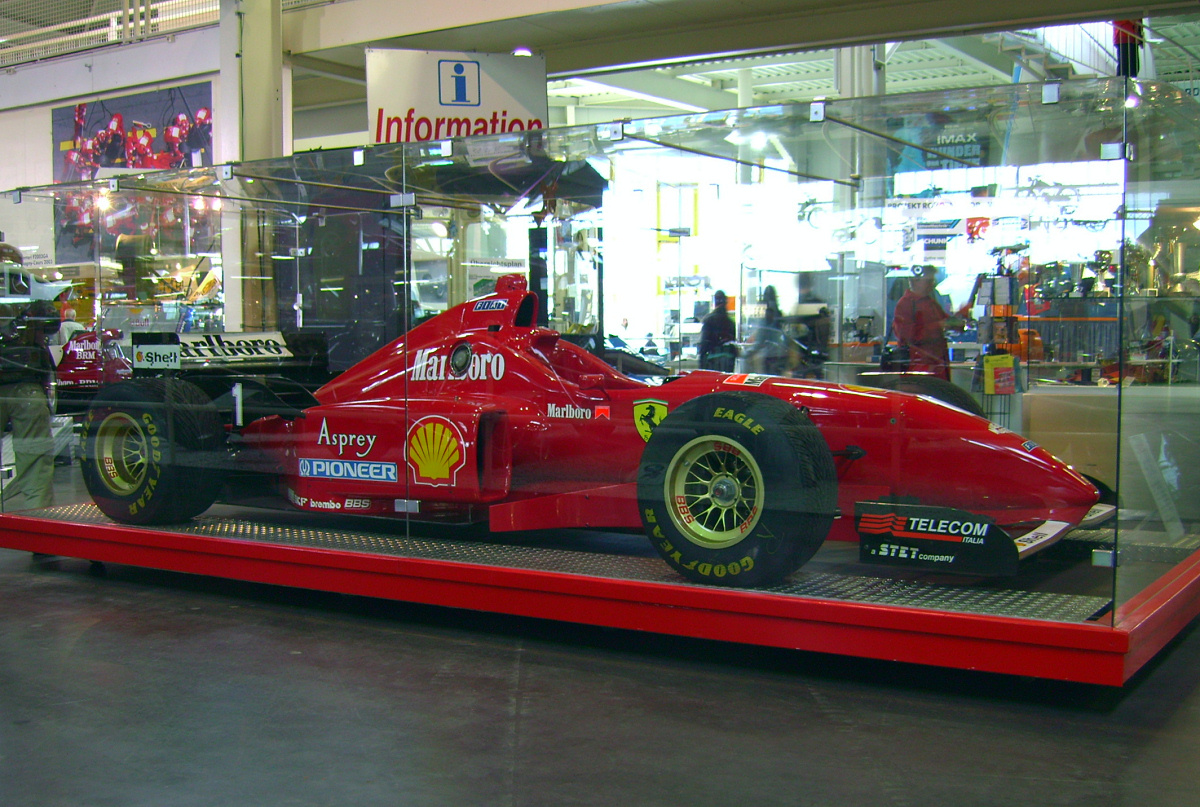
Model F310 z niskim nosem używany w pierwszych sześciu wyścigach sezonu 1996

Rozwój podwozia wykonywany był w studiu projektowym Ferrari Design and Development w Shalford, kierowanym przez Johna Barnarda. Miał on zostać przeniesiony do Maranello, jednak Brytyjczyk nie zgodził się na przenosiny do Włoch, w związku z czym Brytyjczyk zakończył współpracę z nimi po sezonie 1996, a na jego miejsce weszli Rory Byrne i Ross Brawn, który od 1991 pracował w zespole Benetton i miał swój udział przy sukcesach Niemca w sezonach 1994-1995.
Skrzynia biegów także została przeprojektowana. W sezonie 1996 model ten posiadał sześć biegów, natomiast na sezon 1997 – siedem. W związku z jej problemami podczas Grand Prix Australii w 1996, na wyścigi w Brazylii i Argentynie użyto skrzyni biegów z modelu 412T2, przez co trzeba było nieco przebudować samochód, aby umieścić starą skrzynię biegów. W efekcie samochód miał problemy z aerodynamiką.
Na początku sezonu Ferrari było jedynym zespołem w stawce posiadającym niski nos w swoim samochodzie. Od wyścigu o Grand Prix Kanady włoska stajnia używała już wysokiego nosa, który był bardziej wydajny aerodynamicznie. Takie rozwiązanie zastosował jako pierwszy zespół Tyrrell w modelu 019, używanym w sezonie 1990. Eddie Irvine przyznał w jednym z wywiadów, że nie miał miłych wspomnień z modelem F310 nazywając go "strasznym samochodem", "gniotem" i "prawie niezdolnym do jazdy". W podobnym tonie mówił też John Barnard stwierdzając, że samochód "nie był bardzo dobry".

## Sponsorzy
Największym sponsorem włoskiego zespołu była firma Philip Morris International reklamując markę Marlboro, która została sponsorem tytularnym zespołu w sezonie 1997. Jego logo znalazło się na tylnym skrzydle i po obu stronach na pokrywie silnika. Innymi sponsorami byli Asprey, Pioneer oraz Shell, który pojawił się na samochodzie zespołu po rozwiązaniu długoterminowej umowy z firmą Agip.

## Kierowcy

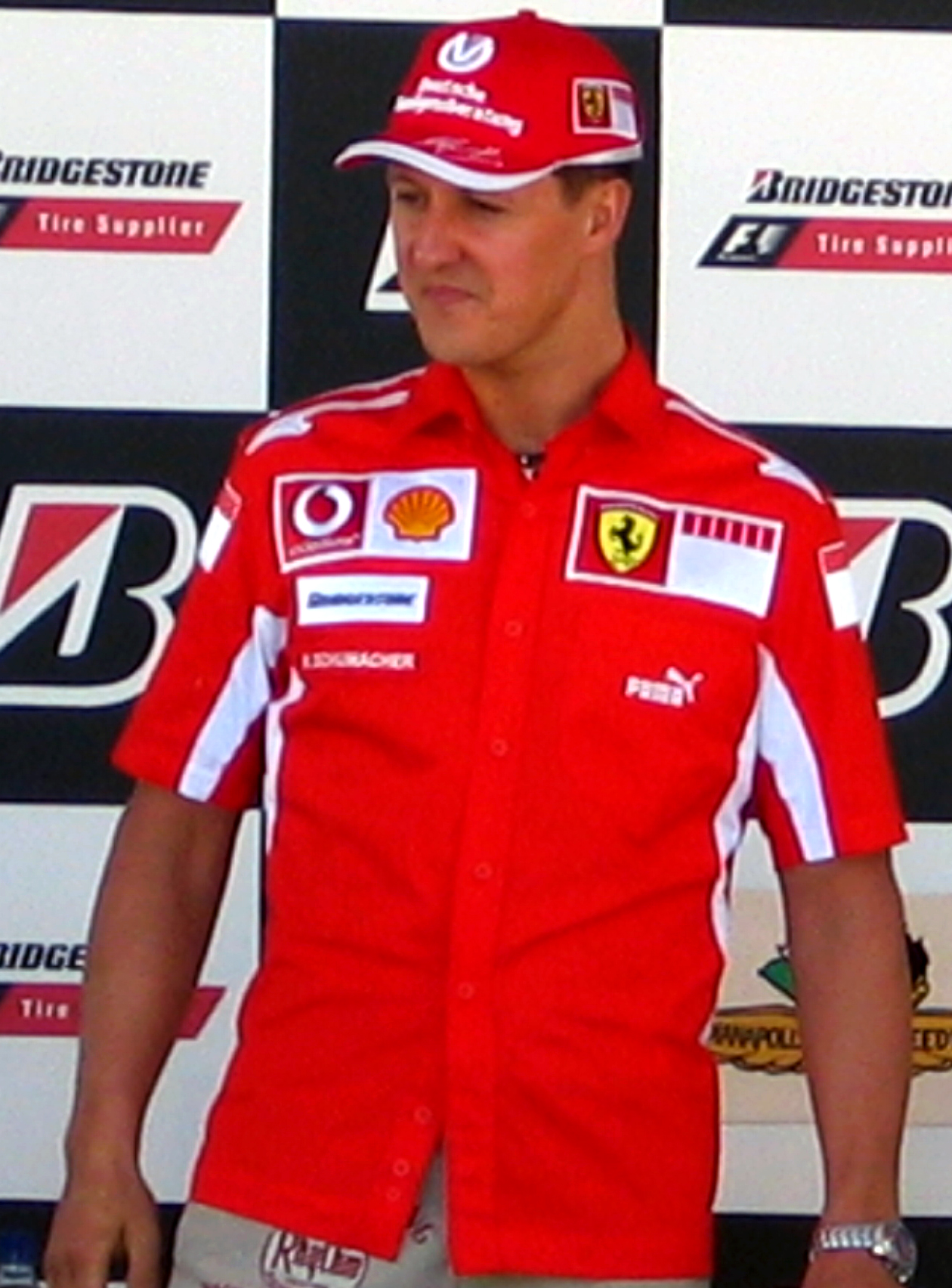
Michael Schumacher

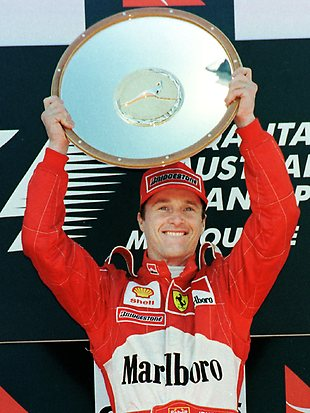
Eddie Irvine

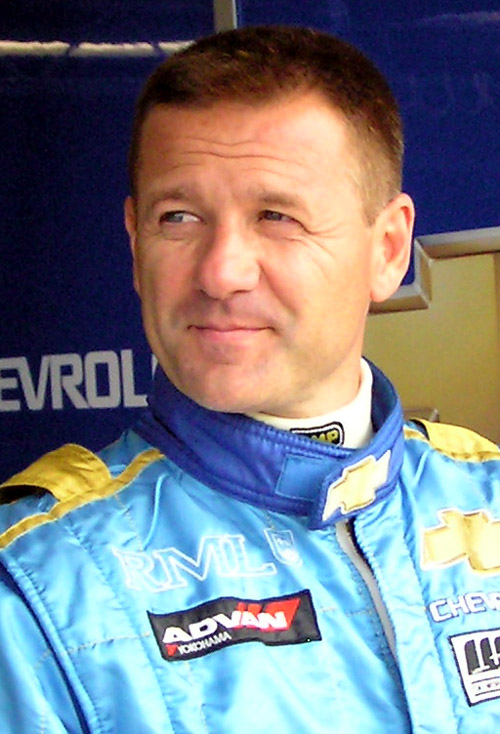
Nicola Larini

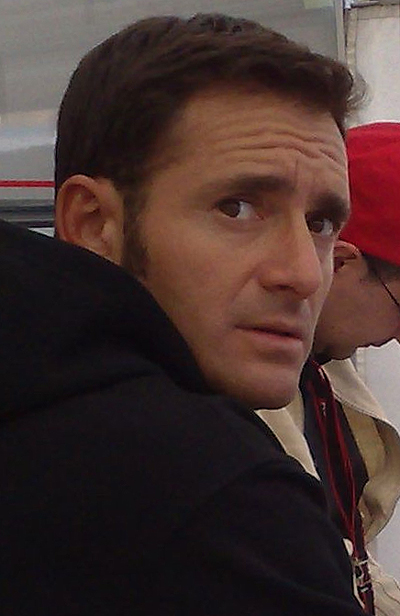
Gianni Morbidelli

Dotychczasowi reprezentanci stajni – Jean Alesi i Gerhard Berger trafili do zespołu Benetton, gdzie poprzednio jeździł Michael Schumacher, który został nowym kierowcą Ferrari. Partnerem zespołowym Niemca został Eddie Irvine, dotychczas jeżdżący dla zespołu Jordan Grand Prix.
Michael Schumacher karierę wyścigową rozpoczął od kartingu – zdobył tam wiele kartingowych tytułów mistrzowskich Niemiec i Europy. W 1988 przeniósł się do samochodów jednomiejscowych rywalizując w Formule König oraz w Europejskiej i Niemieckiej Formule Ford. W europejskiej edycji w czterech wyścigach trzykrotnie stawał na podium, w tym raz odniósł zwycięstwo i raz zdobył pole position i w rezultacie zdobył tytuł wicemistrzowski, natomiast w niemieckiej siedmiokrotnie brał udział w wyścigach, pięciokrotnie znajdował się na podium w trzykrotnie na najwyższym jego stopniu co poskutkowało szóstym miejscem w klasyfikacji. Natomiast w Formule König w dziesięciu wyścigach aż dziewięciokrotnie zostawał zwycięzcą i dzięki temu zdobył tytuł mistrza tej serii. W latach 1989–1990 brał udział w Niemieckiej Formule 3 w zespole WTS Racing, z którymi brał udział gościnnie także w Europejskiej Formule 3 i Grand Prix Makau, których nie ukończył. W pierwszym sezonie startów w niemieckiej edycji tej serii dwukrotnie zdobył zarówno pole position jak i zwycięstwo i siedem razy znajdował się na podium – w sumie zdobył 163 punkty i zajął trzecie miejsce. W drugim roku było jeszcze lepiej – na jedenaście wyścigów zwyciężył on pięciokrotnie, sześć razy zdobywał pierwsze pole, czterokrotnie ustanawiał najszybsze okrążenie i siedmiokrotnie meldował się na podium – to spowodowało, że zdobył mistrzostwo w Niemieckiej F3 mając 148 punktów wygrywając po drodze Grand Prix Makau. W tym samym roku brał udział w trzech wyścigach Mistrzostw Świata Samochodów Sportowych jako kierowca Saubera wygrywając rundę w Meksyku jednocześnie ustanawiając tam najszybsze okrążenie – 21 punktów zebranych przez niego dało mu piąte miejsce. Startował także jako kierowca AMG Motorenbau GmbH w serii DTM podczas wyścigu na torze Hockenheimring, którego nie ukończył.
Pierwszy kontakt Niemca z Formułą 1 miał miejsce w sierpniu 1991 – niemiecki kierowca trafił do zespołu Jordan w miejsce Bertranda Gachota, który trafił do aresztu wskutek wyroku za napad na taksówkarza w Londynie w grudniu 1990. Niemiecki kierowca mógł zadebiutować w irlandzkim zespole dzięki Mercedesowi, z którym był związany kontraktem a niemiecki producent zapłacił Eddiemu Jordanowi kwotę 150 000 dolarów. W kwalifikacjach do Grand Prix Belgii zajął siódme miejsce, co było najlepszym wynikiem Jordana w kwalifikacjach w całym sezonie – Niemiec jednak zakończył swój wyścig na pierwszym okrążeniu z powodu awarii sprzęgła. Po tym wyścigu przeniósł się do Benettona zastępując Roberto Moreno na pięć ostatnich wyścigów. Pierwsze punkty zdobył podczas Grand Prix Włoch zajmując piątą lokatę. W całym sezonie zebrał cztery punkty i zajął czternaste miejsce. W kolejnym sezonie było jeszcze lepiej – pierwsze podium kierowca osiągnął podczas rundy w Meksyku, gdzie stanął na trzecim stopniu podium a pierwsze jego zwycięstwo zdobył w Belgii, gdzie rok wcześniej zadebiutował. W sumie czterokrotnie był trzeci i trzykrotnie drugi – w rezultacie 53 punkty dały Niemcowi trzecie miejsce, za duetem Williamsa – Nigelem Mansellem i Riccardo Patrese. Sezon 1993 był odrobinę gorszy – mimo że wygrał wyścig w Portugalii, cztery razy zajmował drugie miejsce i trzykrotnie był trzeci to jednak siedmiokrotnie nie mógł ukończyć wyścigu – w klasyfikacji był czwarty z sumą 52 punktów.
Dwa ostatnie sezony niemieckiego kierowcy były najlepsze w jego karierze – na początku sezonu 1994 z siedmiu rozegranych rund sześć wygrał, natomiast w Hiszpanii przegrał jedynie z Damonem Hillem. Podczas Grand Prix Wielkiej Brytanii Niemiec wyprzedził na okrążeniu formującym Brytyjczyka i za to otrzymał karę – po tym jak Schumacher zignorował ją pokazana została czarna flaga oznaczająca dyskwalifikację. Za wydarzenia na torze Silverstone został ukarany zawieszeniem na dwa wyścigi – w Niemczech i na Węgrzech, jednak Benetton złożył apelację i FIA wydała zgodę na start w tych rundach, zabraniając jednocześnie startu we Włoszech i w Portugalii, gdzie zastąpił go JJ Lehto. W Belgii doszło do kolejnego skandalu z udziałem Schumachera – Niemiec wygrał wyścig jednak później został zdyskwalifikowany w wyniku badania technicznego, w którym stwierdzono, że deska pod podwoziem na nieregulaminową grubość. Do końca sezonu wygrał jeszcze Grand Prix Europy i do samego końca musiał walczyć z Hillem o tytuł. Ostatecznie po kolizji z kierowcą Williamsa reprezentant Benettona przewagą jednego punktu (92:91) zdobył tytuł mistrzowski zostając jednocześnie drugim najmłodszym mistrzem świata w historii Formuły 1. Ostatni rok przyniósł zmiany – zmieniono dostawcę jednostek z Forda na Renault a nowym partnerem zespołowym niemieckiego kierowcy został Johnny Herbert. Dziewięciokrotnie stanął na najwyższym stopniu podium, raz był drugi i raz trzeci. 102 punkty zdobyte przez Schumachera pozwoliły na obronę tytułu mistrzowskiego, w dodatku Benetton zdobył tytuł wśród konstruktorów.
Eddie Irvine swoją karierę rozpoczął w wieku siedemnastu lat startując w Brytyjskiej Formule Ford – w 1987 właśnie w tej serii zdobył pierwszy swój tytuł mistrzowski razem z zespołem Van Diemen. Rok później przeniósł się do Brytyjskiej Formuły 3 reprezentując ekipę West Surrey Racing. Tam zdobył 53 punkty i zajął piąte miejsce. W sezonach 1989-1990 jeździł w Formule 3000 będąc kierowcą Pacific i Eddie Jordan Racing. W pierwszym sezonie w przedsionku Formuły 1 zajął dziewiąte miejsce z 11 punktami i jednym trzecim miejscem wywalczonym na torze Autodromo di Pergusa. W następnym roku spisał się nieco lepiej – trzy miejsca na podium, w tym zwycięstwo na Hockenheimring i łączna suma 27 punktów dała mu ostatecznie trzecią lokatę, przegrywając z Érikiem Comasem i Erikiem van de Poele. W latach 1988–1990 Brytyjczyk brał także udział w wyścigu o Grand Prix Makau, gdzie najlepiej powiodło mu się w jego trzecim starcie zdobywając trzecie miejsce. W 1991 przeniósł się do Japonii, gdzie do 1993 startował w serii All-Japan F3000 jako kierowca zespołu Cerumo. Ogółem wygrał trzy wyścigi, a najlepszym osiągnięciem Irvine'a było zdobycie tytułu wicemistrzowskiego w ostatnim sezonie startów w japońskiej serii.
Pierwszy kontakt Eddiego Irvine'a z Formułą 1 miał miejsce pod koniec sezonu 1993. Brytyjczyk wówczas zastąpił Emanuele Naspettiego na dwa ostatnie wyścigi – Grand Prix Japonii i Grand Prix Australii. Od razu w debiucie zdobył pierwszy i jak się potem okazało jedyny punkt w całym sezonie w rezultacie zajmując dwudzieste miejsce w klasyfikacji kierowców. Rok później było odrobinę lepiej – w szesnastu wyścigach zdobył sześć punktów i w generalce sklasyfikowany został na szenastej pozycji. Najlepszy występ w sezonie zanotował podczas Grand Prix Europy zajmując czwarte miejsce. Mimo to spisywał się gorzej od Rubensa Barrichello, który w klasyfikacji zajął szóste miejsce z 19 punktami i jednym miejscem na podium. W ostatnim sezonie Irvine jeździł już coraz lepiej – w Kanadzie zdobył swoje pierwsze podium przegrywając jedynie z Alesim i Barrichello. W klasyfikacji zajął dwunaste miejsce z dziesięcioma punktami, o jeden mniej niż Brazylijczyk.
Kierowcami testowymi włoskiej stajni byli Nicola Larini (w 1996) i Gianni Morbidelli (w 1997). Larini swoją karierę rozpoczął w 1983 roku, natomiast swój pierwszy sukces odniósł w 1986 zwyciężając we Włoskiej Formule 3 z zespołem Coloni z którym zadebiutował w Formule 1 podczas Grand Prix Włoch 1987 do którego się nie zakwalifikował. Kwalifikacje przebrnął natomiast w Hiszpanii, ale rundy nie ukończył. W sezonach Formuła 1 Sezon 1988-1989 reprezentował ekipę Osella nie zdobywając ani jednego punktu – najlepszym jego miejscem było dziewiąte podczas Grand Prix Monako 1988. Na sezon 1990 przeniósł się do zespołu Ligier jednak i tam też nie mógł zdobyć punktów natomiast w Hiszpanii i Australii był bliski zdobyczy punktowej zajmując siódme miejsce. Po sezonie odszedł z francuskiej stajni i do sezonu 1991 przystępował jako kierowca nowo powstałego zespołu Modena. Larini zakwalifikował się jedynie do pięciu wyścigów a swój najlepszy rezultat w sezonie zanotował podczas rundy w Stanach Zjednoczonych osiągając siódmą lokatę. Po serii niepowodzeń na kolejny sezon został kierowcą testowym w Ferrari zastępując Gianniego Morbidelliego, który reprezentował inny włoski zespół – Minardi.
W 1992 roku również zaczął karierę w wyścigach samochodów turystycznych – jego pierwszą serią było Campionato Italiano Superturismo reprezentując barwy fabrycznego zespołu Alfa Corse. Od razu w debiutanckim sezonie wywalczył tytuł mistrzowski z liczbą 284 punktów – w dwudziestu wyścigach Larini dziewięciokrotnie stawał na najwyższym stopniu podium. Włoch także wziął udział w dwóch ostatnich wyścigach sezonu jako zastępca Ivana Capelliego, zwolnionego po Grand Prix Portugalii. Kierowca również nie zdobył ani jednego punktu a najlepszy swój występ wówczas zanotował w Australii zajmując jedenaste miejsce. W 1993 przeniósł się do DTM, w dalszym ciągu reprezentując ekipę Alfy. Tak jak i we Włoszech, tak i w Niemczech również w pierwszym roku startów zwyciężył w klasyfikacji z łączną sumą 261 punktów wygrywając aż 11 z 22 wyścigów. Rok później kontynuował starty w niemieckiej serii i wygrał cztery wyścigi – 150 punktów dało mu ostatecznie trzecie miejsce. Również i w 1994 zastąpił kontuzjowanego Jeana Alesiego podczas Grand Prix Pacyfiku i Grand Prix San Marino osiągając w tej ostatniej rundzie drugie miejsce, przegrywając tylko z Michaelem Schumacherem. W klasyfikacji zajął czternaste miejsce z sześcioma punktami na koncie. Sezon 1995 był trzecim sezonem dla DTM i jednocześnie pierwszym dla serii ITC – w pierwszej serii nie odniósł pojedynczego zwycięstwa, natomiast dwukrotnie zajął drugie miejsce i trzykrotnie był trzeci. Zajął w klasyfikacji generalnej szóste miejsce z liczbą 61 punktów, natomiast nieco lepiej spisał się w ITC, gdzie wygrał drugi wyścig w Helsinkach, ponadto raz stawał na drugim i trzecim stopniu co poskutkowało piątą pozycją mając na koncie 59 punktów. Na sezon 1997 trafił do zespołu Sauber.
Gianni Morbidelli wrócił do włoskiej stajni w 1997 roku po sześciu latach. Pierwszym poważnym sukcesem włoskiego kierowcy było zdobycie w 1989 tytułu mistrzowskiego we Włoskiej Formule 3, w której startował od 1987. Również i w tym samym roku wziął udział w serii Campionato Italiano Superturismo gdzie wygrał dwa wyścigi i zajął czwarte miejsce. W następnym roku zadebiutował w Formule 1 reprezentując zespół BMS Scuderia Italia. W USA nie zakwalifikował się, natomiast w Brazylii uplasował się na czternastym miejscu – po tym wyścigu w ekipie zastąpił go Emanuele Pirro. Włoski kierowca zaczął po tym starty w zespole Forti w Formule 3000 – tam Włoch odniósł pierwsze zwycięstwo i zdobył pierwsze pole position dla zespołu. Ostatecznie został sklasyfikowany na piątej pozycji z 20 punktami na koncie. Do najważniejszej serii wyścigowej powrócił za sprawą Minardi, który zaangażował go na dwa ostatnie wyścigi sezonu zastępując Paolo Barillę. Tych wyścigów nie ukończył i Gianni Morbidelli zakończył sezon w F1 z zerowym dorobkiem punktowym. W sezonie 1991 w dalszym ciągu był kierowcą ekipy Giancarlo Minardiego – w piętnastu wyścigach nie uzyskał ani jednego punktu, a najbliżej był w Meksyku, gdzie był siódmy. W ostatniej rundzie sezonu zastąpił on Alaina Prosta w Ferrari – podczas tej rundy udało mu się zdobyć pierwsze punkty zajmując szóste miejsce, jednak ze względu na zakończenie wyścigu po czternastu okrążeniach do klasyfikacji zdobył tylko pół punktu i zajął 24. miejsce. Sezon 1992 spędził po raz kolejny w stajni z Faenzy – kolejny raz nie mógł zdobyć punktów i na następny rok zastąpiono go Fabrizio Barbazzą. Kierowca wrócił do Campionato Italiano Superturismo wygrywając dwa wyścigi i z liczbą 58 punktów był dziewiąty. Gianni Morbidelli po roku powrócił do F1, gdzie w sezonach 1994-1995 reprezentował zespół Footwork. W 26 wyścigach zdobył osiem punktów – najlepszym jego występem było Grand Prix Australii 1995, gdzie po raz pierwszy stanął na podium zajmując trzecie miejsce przegrywając jedynie z Damonem Hillem i Olivierem Panisem. Również w 1995 startował dla BMW Italia we włoskiej serii samochodów turystycznych, gdzie w dwudziestu rundach dwukrotnie zdobył pierwsze pole startowe i dwa razy odniósł zwycięstwo. W rezultacie 149 punktów dało mu piątą pozycję. Współpracę z nimi kontynuował rok później – tym razem startował w ośmiu wyścigach zdobywając razem 50 punktów i w klasyfikacji zajął on ósme miejsce.

## F310 i F310B w wyścigach

### 1996
Sezon 1996 rozpoczął się wyścigiem o Grand Prix Australii. Runda ta została przeniesiona z toru Adelaide Street Circuit na Albert Park Circuit, również przesunięta z końca na początek sezonu. W kwalifikacjach najlepszy był Jacques Villeneuve z Williamsa mający czas 1:32.371 będąc lepszy o 0.138s. od Hilla. Najlepszym z kierowców Ferrari był Eddie Irvine, który miał wynik 1:32.889 i zajął trzecią pozycję. O oczko niżej był Michael Schumacher, który uzyskał czas 1:33.125. W wyścigu lepszy okazał się Damon Hill, który wyprzedził Kanadyjczyka pod koniec wyścigu. Podium zaś uzupełnił Irvine, tracąc ponad minutę do swojego rodaka. Schumacher zaś nie ukończył wyścigu poprzez problemy z hamulcami.
Trzy tygodnie później odbyła się runda w Brazylii. Pole position wywalczył Hill z czasem 1:18.111, wyprzedzając Barrichello i Villeneuve'a. Michael Schumacher z wynikiem 1:19.474 zajął czwartą lokatę, Eddie Irvine był dziesiąty a jego czas wynosił 1:19.951. Tę eliminację wygrał ponownie Brytyjczyk, który wyprzedził o prawie 18 sekund Jeana Alesiego – obydwaj także przejechali pełny dystans. Niemiec i Brytyjczyk mający okrążenie straty zajęli odpowiednio trzecie i siódme miejsce.
5 kwietnia, tydzień po Grand Prix Brazylii odbył się trzeci wyścig sezonu, Grand Prix Argentyny. Po brazylijskiej rundzie z zespołu odszedł George Ryton, który przeniósł się do ekipy Forti. W kwalifikacjach ponownie najlepszy okazał się Damon Hill, który miał przewagę 0.252 sekund nad Schumacherem. Irvine z wynikiem 1:32.058 znalazł się na dziesiątej pozycji. Rundę zdominowali kierowcy Williamsa – wygrał Brytyjczyk przed Kanadyjczykiem a podium uzupełnił Alesi. Eddie Irvine zajął piąte miejsce ze stratą ponad minuty do Hilla, natomiast Michael Schumacher swój wyścig zakończył na 46. okrążeniu z powodu uszkodzonego skrzydła.
W czasie, kiedy zespół był na torze Autódromo Oscar Alfredo Gálvez, Nicola Larini testował silnik na torze Mugello, a po zakończeniu wyścigu rozpoczęto prace nad udoskonaleniem skrzyni biegów. By sprawdzić efekt prac, Ferrari zorganizowało test na Monzy z udziałem Niemca i Brytyjczyka, który wykazał, że skrzynia biegów w dalszym ciągu sprawia kłopoty. Zespół zastanawiał się czy w dalszym ciągu kontynuować pracę ze starą skrzynią biegów czy skorzystać z nowej. Podczas gdy Ferrari rozwiązywało problemy z niezawodnością skrzyni zespoły Williams i McLaren udały się na testy na tor Jerez a Tyrrell, Footwork i Jordan na Silverstone.
28 kwietnia odbyła się czwarta runda – Grand Prix Europy. Pierwsze pole startowe bez zaskoczenia zdobył liderujący w klasyfikacji Damon Hill przed Villeneuve'm i Michaelem Schumacherem, który miał czas 1:20.149, o 1.208 sekund gorzej od Brytyjczyka. Eddie Irvine z czasem 1:20.931 zajął siódme miejsce. Wyścig natomiast wygrał kanadyjski kierowca, o 0.762 sekund wyprzedzając Schumachera. Irvine natomiast w wyniku kolizji z Olivierem Panisem nie ukończył wyścigu.
Tydzień po eliminacji na Nürburgringu odbył się wyścig o Grand Prix San Marino. W kwalifikacjach najlepszy okazał się Michael Schumacher z wynikiem 1:26.890 wyprzedzając duet kierowców Williamsa. Eddie Irvine tym razem był szósty a jego czas wyniósł 1:28.205. Obaj kierowcy Ferrari ukończyli wyścig – Niemiec przegrał jedynie z Hillem o 16.460 sekund, a Brytyjczyk zajął czwarte miejsce mając ponad piętnaście sekund straty do trzeciego Gerharda Bergera z Benettona. Po wyścigu, zespoły pozostały w Imoli, ze względu na organizację testów w dniach 7-10 maja. Na testach zespół reprezentował tylko Michael Schumacher. W trzecim dniu testów uzyskał najlepszy wynik – 1:27.84. Niemiec przejechał w sumie 91 okrążeń – dużo mniej niż kierowcy Williamsa (250 okrążeń przejechanych łącznie przez Hilla, Villeneuve'a i Jean-Christophe Boulliona) czy McLaren (200 okrążeń wykonanych razem przez Prosta, Coultharda i Häkkinena)

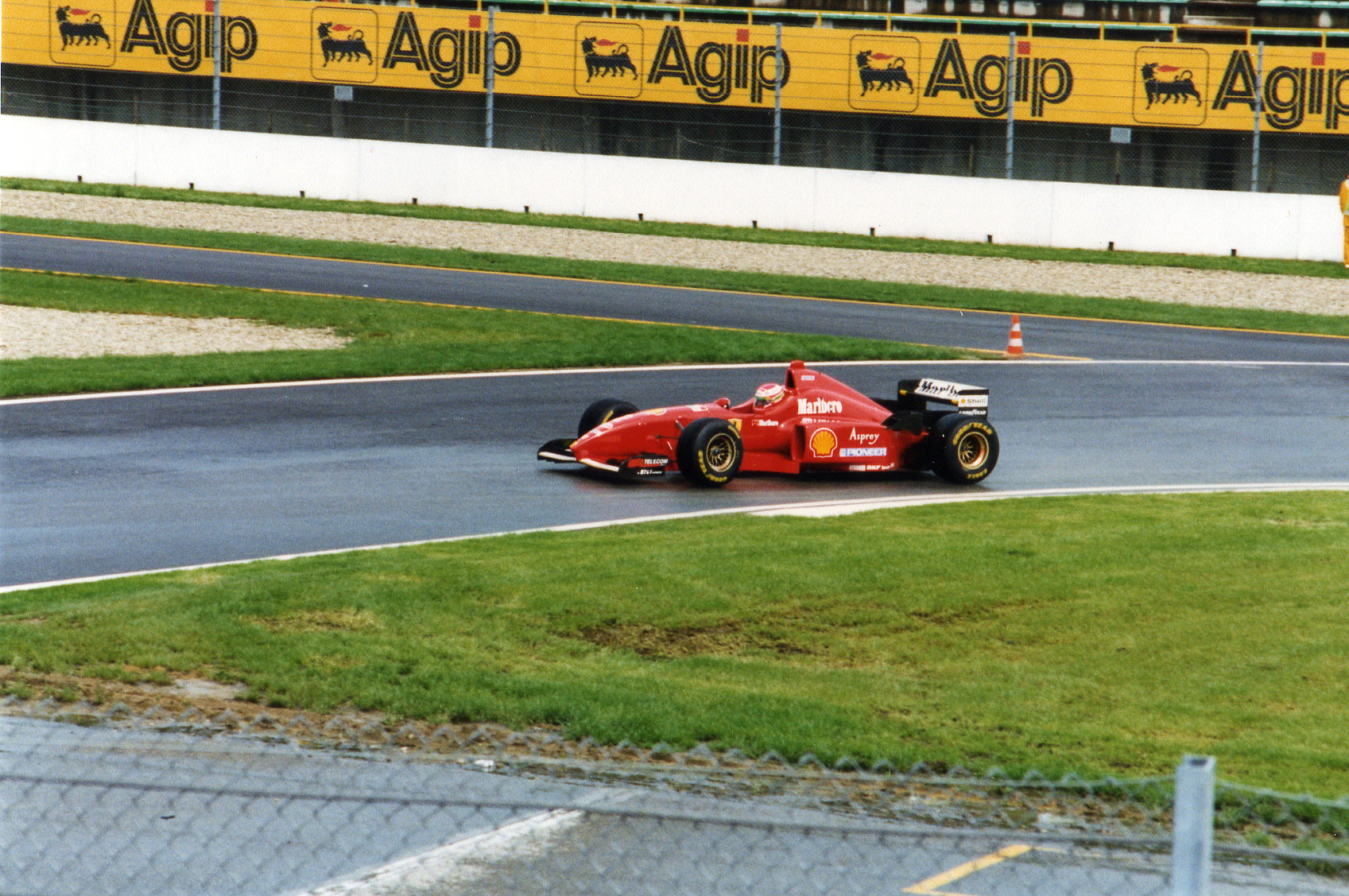
Eddie Irvine podczas treningów do Grand Prix San Marino 1996

19 maja odbyła się szósta eliminacja – Grand Prix Monako. Przed wyścigiem Ferrari nawiązało technologiczną współpracę z firmą General Electric, a jego logo pojawiło się na samochodach włoskiego zespołu. Pole position wywalczył Michael Schumacher z czasem 1:20.356 przed Damonem Hillem i Jeanem Alesi. Drugi z kierowców Ferrari, Eddie Irvine był siódmy a jego wynik wyniósł 1:21.542. Schumacher na skutek wypadku wycofał się po pierwszym okrążeniu, natomiast Eddie Irvine został sklasyfikowany na siódmej pozycji kończąc wyścig po 68 okrążeniach na skutek kolizji z Miką Salo i Miką Häkkinenem.
Dwa tygodnie później miał miejsce kolejny wyścig – Grand Prix Hiszpanii. W kwalifikacjach pierwsze dwa miejsca zajęli reprezentanci Williamsa – pole position wywalczył Hill, a tuż za nim znalazł się Villeneuve ze stratą 0,434 sekund. Schumacher w sesji kwalifikacyjnej zajął trzecie miejsce z wynikiem 1:21.587, Irvine zaś był szósty z czasem 1:22.333. Wyścig zakończył się zwycięstwem Michaela Schumachera, który wyprzedził o 45,302 sek. Jeana Alesiego i o 48,388 sekund Jacquesa Villeneuve'a. Eddie Irvine wskutek wpadnięcia w poślizg zakończył start na pierwszym okrążeniu. Po wyścigu zarówno niemiecki jak i brytyjski kierowca przenieśli się na Imolę, gdzie testowali samochód z wysokim nosem, który do tej pory był testowany w tunelu aerodynamicznym.
19 czerwca rozegrano ósmy wyścig sezonu, Grand Prix Kanady. Zespół przywiózł model F310 z wysokim nosem. W sesji kwalifikacyjnej tak jak w Hiszpanii, z pierwszego rzędu startowali kierowcy ekipy Franka Williamsa – ponownie pierwsze pole startowe zdobył Hill. Michael Schumacher uplasował się na trzeciej pozycji z wynikiem 1:21.198, natomiast Eddie Irvine zajął piątą pozycję,przegrywając z Niemcem o 0,459 sekund. Obydwaj nie ukończyli wyścigu – Brytyjczyk miał kłopoty z zawieszeniem, natomiast Niemiec miał problemy z półosią napędową.
Po dwóch tygodniach, Formuła 1 powróciła do Europy, tym razem na Grand Prix Francji. W kwalifikacjach najlepszy okazał się Schumacher, wyprzedzając Hilla o 0,069 sekund. Irvine nie wykonał pomiarowego okrążenia i startował z końca stawki. Podobnie jak w Kanadzie, kierowcy Ferrari przedwcześnie zakończyli wyścig – Schumacherowi na początku wyścigu zawiódł silnik, a Irvine'owi skrzynia biegów
Po wyścigu na torze Magny-Cours, kierowcy udali się na tor Monza, by znów zająć się problemami z niezawodnością. Podczas testów Schumacherowi jednostka napędowa nie wytrzymała – po tym fakcie włoska prasa zaczęła wywierać presję na zespół. Jean Todt powiedział, że jest gotów zrezygnować z funkcji szefa, jeśli zostanie o to poproszony. Schumacher bronił Francuza, uznając go za jednego z najlepszych ludzi w Ferrari, zaznaczając także, że są konkurencyjni, ale muszą również pracować na niezawodność. Dodał także, że jego celem jest wygrać kilka wyścigów by później myśleć o zdobyciu tytułu mistrzowskiego w 1997.
14 lipca odbyła się dziesiąta runda sezonu, Grand Prix Wielkiej Brytanii na torze Silverstone. W kwalifikacjach Schumacher przegrał tylko z Damonem Hillem i Jacquesem Villeneuve'm wykręcając czas 1:27.707. Wynik Irvine'a był o prawie dwie sekundy gorszy od Niemca i został sklasyfikowany na dziesiątej pozycji. Tak jak we Francji, obydwaj kierowcy dość szybko zakończyli swój udział – Niemiec na trzecim okrążeniu miał problemy z hydrauliką natomiast Brytyjczyk dwa okrążenia później mając problemy z dyferencjałem.
Po wyścigu na Silverstone, Luca di Montezemolo powiedział włoskim dziennikarzom, że Ferrari Design and Development w Shalford będzie stopniowo zamykane, a projekty i rozwój samochodów zostanie przeniesiony do Maranello. John Barnard przyznał, że słyszał pogłoski związane z tym planem, jednak nie został o tym oficjalnie poinformowany przez Ferrari. Zamknięcie biura w Wielkiej Brytanii i przeniesienie wszystkich rzeczy do Włoch oznaczałby koniec współpracy Barnarda z włoskim zespołem, ponieważ Brytyjczyk nie był chętny pracować za granicą, a biuro zostało stworzone pod jego naciskiem. Poza tym stajnia po raz kolejny musiała radzić sobie z presją dziennikarzy – po nieudanych startach kierowców Ferrari, włoska prasa wciąż nawoływała do dymisji Jeana Todta. 21 lipca 1996, podczas prezentacji drogowego samochodu Ferrari 550 na torze Nürburgring, Luca di Montezemolo stanął w obronie Francuza nie uginając się pod krytyką. W tym czasie kierowcy chcąc dobrze przygotować się do Grand Prix Niemiec udali się na testy odbywające się na torze Monza.

Zrobiłem wiele wysiłku, by zbudować tę drużynę w ciągu ostatnich trzech lat. Nie mam zamiaru go zwalniać, bo przegraliśmy tylko dwa czy trzy wyścigi. Ważne jest to, aby osiągnąć cel stawiany przed sezonem. Nadal uważam, że możemy wygrać w sezonie dwa lub trzy wyścigi

28 lipca odbył się wyścig o Grand Prix Niemiec na torze Hockenheimring. Michael Schumacher w sesji kwalifikacyjnej uzyskał czas 1:44.477 i zajął trzecie miejsce, za Hillem i Bergerem. Eddie Irvine natomiast wykręcił wynik 1:45.389 i był ósmy. Tym razem było nieco lepiej – niemiecki kierowca zajął czwarte miejsce ze stratą 41,517 sekund do zwycięzcy, natomiast Brytyjczykowi na 34. okrążeniu odmówił posłuszeństwa silnik
Dwa tygodnie później odbył się wyścig o Grand Prix Węgier na torze Hungaroring. Niemiec wygrał sesję kwalifikacyjną z wynikiem 1:17,129, a Irvine zajął czwartą lokatę z czasem 1:18.617. W wyścigu nie było już tak dobrze – na 70. okrążeniu Niemiec miał awarię przepustnicy, jednak ze względu na przejechanie 90% dystansu wyścigu został sklasyfikowany na dziewiątej pozycji. Brytyjczyk musiał zakończyć tę rundę na 31. okrążeniu z powodu awarii skrzyni biegów
25 sierpnia odbył się trzynasty wyścig sezonu, Grand Prix Belgii. W kwalifikacjach Michael Schumacher uplasował się na trzeciej pozycji z czasem 	1:51.778, przegrywając z duetem Williamsa, Jacquesem Villeneuve'em i Damonem Hillem. Eddie Irvine zajął dziewiątą pozycję, mając prawie o trzy sekundy gorszy czas od Kanadyjczyka. Wyścig zakończył się zwycięstwem Schumachera, który wyprzedził Villeneuve'a i Häkkinena. Irvine, podobnie jak na Węgrzech z powodu awarii skrzyni biegów musiał przedwcześnie zakończyć tę eliminację
Dwa tygodnie po wyścigu w Belgii rozegrano wyścig o Grand Prix Włoch. W sesji kwalifikacyjnej ponownie najlepsi okazali się kierowcy Williamsa. Pole position zdobył Hill, wyprzedzając swojego kolegę zespołowego o 0,317 sekund. Niemiec uzyskał trzeci wynik – 1:24,781, natomiast Brytyjczyk z czasem 1:25,226 był siódmy. Podobnie jak na torze Spa, niemiecki kierowca wygrał wyścig, mając za sobą Jeana Alesiego i Mikę Häkkinena. Na 23. okrążeniu Brytyjczyk z powodu wypadku musiał zakończyć swój wyścig
22 września odbył się przedostatni wyścig sezonu 1996, Grand Prix Portugalii. Michael Schumacher uzyskał 1:21,236 i był czwarty, natomiast Eddie Irvine z wynikiem 1:21,362 był szósty. Po raz pierwszy od Grand Prix San Marino obydwaj kierowcy włoskiej stajni zdobyli punkty – Schumacher znalazł się na najniższym stopniu podium, za Kanadyjczykiem i Brytyjczykiem. Irvine ze stratą prawie półtorej minuty do zwycięzcy uplasował się na piątej pozycji
13 października odbył się ostatni wyścig w sezonie, Grand Prix Japonii. Michael Schumacher z wynikiem 1:40,071 uplasował się ponownie na trzeciej pozycji, a Irvine z czasem 1:41.005 był siódmy.  Do mety dotarł tylko Schumacher zajmując drugie miejsce za Damonem Hillem. Irvine nie ukończył eliminacji na torze Suzuka ze względu na kolizję z Gerhardem Bergerem na 39. okrążeniu
Włoska stajnia zakończyła sezon 1996 na drugiej pozycji z liczbą 70 punktów, o 105 punktów mniej od Williamsa. W klasyfikacji kierowców, Michael Schumacher zajął trzecie miejsce z 59 punktami, natomiast Eddie Irvine został sklasyfikowany na dziesiątej pozycji z 11 punktami.

### 1997
Przed rozpoczęciem sezonu 1997 zaszło parę zmian. Pod koniec 1996 roku, Nicola Larini podpisał kontrakt z zespołem Sauber, w ramach współpracy Ferrari ze szwajcarską stajnią. Pracę we włoskiej stajni rozpoczął Ross Brawn, który został dyrektorem technicznym. Przyjęto też wówczas fakt, że Brawn został zatrudniony w Ferrari, ponieważ chciał go Michael Schumacher. Oczekiwano wówczas, że Barnard zakończy współpracę z Ferrari po wygaśnięciu jego umowy, a Brawn zatrudni nowych projektantów do pracy w biurze w Maranello, kierowanym przez Aldo Costę. Z takiego obrotu spraw nie był zadowolony Gustav Brunner, który pracował dla Ferrari od stycznia 1994. Sauber chciał zatrudnić Brunnera na stanowisko dyrektora technicznego, jednak miał ważny kontrakt z Ferrari do 1997. Wcześniej jednak musiał walczyć z Tomem Walkinshawem, który podał go do sądu. Właściciel Arrowsa twierdził, że Brawn miał z nim podpisaną umowę w 1995, gwarantującą pracę w TWR, po odejściu z zespołu Benetton. Brytyjczyk przytoczył także sprawę Franka Williamsa, który musiał zablokować przejście Neweya do McLarena, w związku z jego wieloletnią umową z ekipą.
7 stycznia 1997 został zaprezentowany model F310B. Luca di Montezemolo miał nadzieje, że Ferrari wygra więcej wyścigów niż w zeszłym roku, by już w sezonie 1998 walczyć o tytuł mistrzowski. Schumacher natomiast powiedział, że Williams jest w dalszym ciągu zespołem do pokonania, wyrażając nadzieje, że będą bliżej brytyjskiej ekipy. Dzień później, w deszczowych warunkach przeprowadzono pierwszy test nowego samochodu na torze Fiorano, a samochodem kierował Michael Schumacher. Niemiec wykręcił wówczas czas 0:59,0. Kolejnego dnia z powodu opadów śniegu odwołano kolejne testy. Nieco później ekipa Ferrari potwierdziła, że Gianni Morbidelli będzie pełnił funkcję kierowcy testowego zespołu w sezonie 1997. W lutym tego samego roku zatrudniono także Rory'ego Byrne'a, który został też odpowiedzialnym za projekt samochodu na sezon 1998.
Pierwszym wyścigiem sezonu 1997 był wyścig o Grand Prix Australii. Schumacher z czasem 1:31,472 zajął trzecie miejsce, Irvine był piąty – jego wynik wynosił 1:31.881. Wyścig na torze Albert Park zakończył się zwycięstwem Davida Coultharda z McLarena, natomiast tuż za nim został sklasyfikowany Michael Schumacher, ze stratą 20,046 sekund do Brytyjczyka. Irvine zakończył start na pierwszym okrążeniu z powodu wypadku.
Po wyścigu, zespoły Ferrari i Minardi testowały przez trzy dnina torze Autodromo Nazionale di Monza. Najlepszym czasem popisał się Michael Schumacher, który uzyskał czas 1:24,13. Niemiec jeździł wówczas z nową jednostką napędową przygotowaną przez zespół. Eddie Irvine natomiast testował opony, używając piętnastu rodzajów opon z czterech mieszanek.
30 marca odbył się wyścig o Grand Prix Brazylii. Tak jak w Australii, pierwsze pole przypadło Villeneuve'owi, a na drugiej pozycji sklasyfikowano Schumachera ze stratą 0,590 sekund, natomiast Eddie Irvine zajął dopiero czternaste miejsce, ze stratą ponad półtorej sekundy do kierowcy Williamsa. Niemiec dojechał do mety na piątej pozycji, natomiast na 70. okrążeniu doszło do wycieku oleju w samochodzie Brytyjczyka, jednak Irvine został sklasyfikowany na czternastym miejscu.
Po eliminacji na torze Autódromo José Carlos Pace pojawiły się doniesienia, jakoby Mika Salo ma zastąpić Eddiego Irvine'a w zespole na sezon 1998. Pierwsze kontakty zespołu z Finem były datowane na jesień 1995, jednak Ken Tyrrell zablokował przejście fińskiego kierowcy. Ponowna próba miała miejsce rok później, ale tym razem Salo uzgodnił warunki z zespołem Tyrrell. Przed wyścigiem w Argentynie, w dniach 1-3 kwietnia ekipa testowała swój model na torze Mugello Circuit. Z zespołem testowali Michael Schumacher i Gianni Morbidelli – Włoch pokonując 35 okrążeń, a przez kolejne dwa dni samochód należał do Niemca, który ustanowił nowy rekord okrążenia toru z czasem 1:25,25
13 kwietnia odbył się trzeci wyścig sezonu, Grand Prix Argentyny na torze Autódromo Oscar Alfredo Gálvez. Po raz trzeci w kwalifikacjach zwyciężył Jacques Villeneuve z czasem 1:24,473. Niemiec osiągnął wynik 1:25,773 i był piąty, natomiast Brytyjczyk z czasem 1:26,327 był siódmy. W wyścigu tym razem powiodło się Irvine'owi, który przegrał jedynie z Villeneuve'em o 0,979 sekund, natomiast Schumacher na pierwszym okrążeniu miał kolizję z Rubensem Barrichello z ekipy Stewart Grand Prix, tym samym nie kończąc wyścigu.
Po wyścigu w Argentynie, Ferrari postanowiła sprzedać studio projektowi Johnowi Barnardowi, który z kolei był łączony z przejściem do zespołu Arrows. Grand Prix San Marino odbyło się dwa tygodnie po eliminacji na torze Autódromo Oscar Alfredo Gálvez. Michael Schumacher zajął trzecie miejsce z czasem 1:23,955, natomiast Eddie Irvine był dziewiąty mając czas 1:24,861, o prawie dwie sekundy gorszy od Villeneuve'a. Obaj kierowcy włoskiej stajni ukończyli wyścig – Niemiec i Brytyjczyk zajęli odpowiednio drugie i trzecie miejsce przegrywając tylko z Frentzenem. Po wyścigu, di Montezemolo skrytykował firmę Goodyear nazywając ich "śpiącym gigantem", w kwestii walki oponiarskiej z firmą Bridgestone, która dostarczała opony czterem zespołom. Włoch powiedział, że na oponach japońskiej firmy mogliby być lepsi na okrążeniu o sekundę, stwierdzając później, że nie zamierza zmienić dostawcy, gdyż są związani długoletnim kontraktem z Goodyearem.
11 maja odbył się wyścig o Grand Prix Monako. W kwalifikacjach, Schumacher przegrał pole position z Heinzem-Haraldem Frentzenem z Williamsa o 0,019 sekund, natomiast Irvine z czasem 1:19.723 był dopiero piętnasty. Runda okazała się pomyślna dla zespołu – Schumacher wygrał wyścig, natomiast Irvine zajął trzecią pozycję. Po wyścigu, Michael Schumacher został nowym liderem klasyfikacji kierowców, wyprzedzając Jacquesa Villeneuve'a o cztery punkty.
Przed wyścigiem w Barcelonie, Sauber rozwiązał kontrakt z Nicolą Larini, a jego kokpit zajął Gianni Morbidelli. 25 maja odbył się wyścig na torze Circuit de Catalunya. Najlepszym w kwalifikacjach był Jacques Villeneuve osiągając najlepszy czas 1:16.525. Niewiele gorzej spisywali się kierowcy Ferrari – Schumacher z czasem 1:18.313 był siódmy, Irvine z wynikiem 1:18.873 był jedenasty. Obaj ukończyli wyścig – Niemiec zajął czwarte miejsce tracąc ponad pięć sekund do trzeciego Jeana Alesiego, natomiast Brytyjczyk zajął dwunastą lokatę, ze stratą jednego okrążenia do Villeneuve'a. Niemiec stracił prowadzenie na rzecz kanadyjskiego kierowcy.

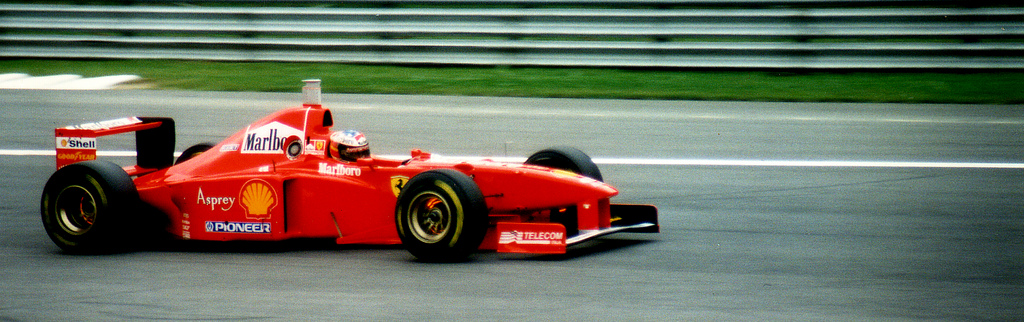
Michael Schumacher podczas Grand Prix Włoch 1997

15 czerwca odbył się wyścig o Grand Prix Kanady. Pole position zdobył Michael Schumacher z czasem 1:18.095, minimalnie pokonując Villeneuve'a i Rubensa Barrichello. Drugi z kierowców włoskiej stajni, Eddie Irvine zajął dwunastą pozycję ze stratą 1,408 sekund do Niemca. Wyścig po raz drugi w sezonie wygrał Michael Schumacher wyprzedzając Alesiego i Fisichellę, a Irvine zakończył wyścig na samym początku uczestnicząc w kolizji. Niemiec odzyskał pozycję lidera klasyfikacji kierowców.
Dwa tygodnie odbył się ósmy wyścig sezonu, Grand Prix Francji na torze Circuit de Nevers Magny-Cours. Zwycięzcą kwalifikacji został Michael Schumacher przed Heinzem-Haraldem Frentzenem i Ralfem Schumacherem. Eddie Irvine zajął piąte miejsce ze stratą 0,312 sekund do swojego kolegi zespołowego. Drugi raz w sezonie kierowcy Ferrari stanęli na podium – Schumacher odniósł trzecie zwycięstwo, a Irvine po raz drugi znalazł się na trzecim miejscu, ustępując Frentzenowi.
13 lipca odbył się wyścig o Grand Prix Wielkiej Brytanii na torze Silverstone Circuit. Schumacher zajął czwartą pozycję z wynikiem 1:21.977, natomiast Irvine był siódmy z wynikiem 1:22.342. Obaj kierowcy Ferrari nie ukończyli rundy – niemiecki kierowca na 38. okrążeniu miał problem z łożyskiem koła, natomiast brytyjskiemu kierowcy dolegały problemy z półosią napędową.
Dwa tygodnie po wyścigu na Silverstone, kierowcy przenieśli się na tor Hockenheimring, gdzie rozegrano wyścig o Grand Prix Niemiec. W kwalifikacjach, Schumacher zajął czwartą pozycję ze stratą 0,308 sekund do Gerharda Bergera z Benettona, natomiast Eddie Irvine stracił 1,336 sekund do Austriaka i został sklasyfikowany na dziesiątej pozycji. Wyścig ukończył Schumacher, który przegrał z Bergerem o 17,524 sekund, natomiast wskutek kolizji z Frentzenem na pierwszym okrążeniu, z rywalizacji odpadł Irvine.
10 sierpnia odbyła się jedenasta runda sezonu, Grand Prix Węgier na torze Hungaroring. Pole position wywalczył Michael Schumacher z wynikiem 1:14,672. Eddie Irvine zajął piątą lokatę, będąc wolniejszy o 0,752 sekund od Niemca. Na starcie niemiecki kierowca został wyprzedzony przez Damona Hilla. Cały wyścig Schumacher zakończył na czwartej pozycji, natomiast Irvine wskutek kolizji z Shinji Nakano z Prosta zakończył rundę na 76. okrążeniu, ale ze względu na przejazd ponad 90% dystansu wyścigu zajął dziewiąte miejsce.
Dwa tygodnie później rozegrano dwunasty wyścig sezonu – Grand Prix Belgii na torze Circuit de Spa-Francorchamps. Pierwsze pole startowe wywalczył Jacques Villeneuve z wynikiem 1:49,450. Michael Schumacher miał gorszy czas od Kanadyjczyka o 0,843 sekund i zajął trzecie miejsce, a Eddie Irvine był dopiero siedemnasty z wynikiem 1:52,793, o 3,343 sekund gorszy od Villeneuve'a. Belgijską rundę wygrał Niemiec, który wyprzedził Fisichellę i Frentzena. Brytyjczyk był dziesiąty ze stratą jednego okrążenia do kolegi zespołowego.
7 września odbył się wyścig o Grand Prix Włoch na torze Autodromo Nazionale di Monza. Zwycięzcą kwalifikacji został Jean Alesi, który wykręcił czas 1:22.990. Niemiec i Brytyjczyk w sesji kwalifikacyjnej uplasowali się odpowiednio na dziewiątym i dziesiątym miejscu mając straty ponad pół sekundy do Francuza. Wyścig wygrał David Coulthard przed Jeanem Alesim i Heinzem-Haraldem Frentzenem. Schumacher i Irvine ukończyli wyścig odpowiednio na szóstej i ósmej pozycji.
Dwa tygodnie później kierowcy przenieśli się do Austrii, gdzie na obiekcie A1-Ring zorganizowano wyścig o  Grand Prix Austrii. Kwalifikacje wygrał Villeneuve z wynikiem 1:10.304. Tym razem Irvine po raz pierwszy (i jedyny) w sezonie okazał się lepszy od Schumachera – Brytyjczyk był lepszy od Niemca o zaledwie 0,005 sekund. W wyścigu, Michael Schumacher ukończył wyścig na szóstej pozycji, ze stratą 33,411 sekund do Villeneuve'a, natomiast Irvine zakończył wyścig na 39. okrążeniu – Brytyjczyk odpadł z rywalizacji przez kolizję z Alesim.
28 września odbył się piętnasty wyścig sezonu, Grand Prix Luksemburga na torze Nürburgring w Niemczech. W sesji kwalifikacyjnej, Schumacher z czasem 1:17.385 zajął piątą pozycję, ze stratą 0,783 sekund do Miki Häkkinena z McLarena, natomiast Irvine z wynikiem 1:17.855 był czternasty. Przez wypadek i problemy z zawieszeniem Niemiec na drugim okrążeniu zakończył swój wyścig, Brytyjczyk dwadzieścia okrążeń później wycofał się poprzez awarię silnika. Rundę wygrał Villeneuve, co spowodowało, że ponownie Kanadyjczyk został liderem klasyfikacji kierowców.
Po wyścigu na niemieckim torze, kierowcy przenieśli się na tor Suzuka International Racing Course, gdzie odbył się wyścig o Grand Prix Japonii. Pole position zdobył Jacques Villeneuve z czasem 1:36.071, wyprzedzając Michaela Schumachera i Eddiego Irvine'a o prawie pół sekundy. Wyścig wygrał Schumacher, drugi był Frentzen, a na trzeciej pozycji ukończył Irvine. Ponownie doszło do zamiany pozycji kierowców w klasyfikacji, gdzie Niemiec po wyścigu miał przewagę jednego punktu.
Po wyścigu zespół Ferrari poinformował o zatrudnieniu Tada Czapskiego, związanego do tej pory z Benettonem. Brytyjski inżynier trafił na pierwsze strony gazet w 1994, kiedy Benetton został oskarżony o używanie systemu launch control. Ponadto też Brytyjczyk posiadał szczegółową wiedzę na temat silnika Renault, które mogły być przydatne dla Ferrari. Nick Wirth, który piastował funkcję projektanta w Benettonie określił tę decyzję jako "najlepszą rzecz, która mogła się zdarzyć".
26 października odbyła się ostatnia runda sezonu – Grand Prix Europy. Kwalifikacje wygrał Jacques Villeneuve z czasem 1:21.072. Taki sam czas zanotowali Michael Schumacher i Heinz-Harald Frentzen, którzy ustawili się odpowiednio na drugim i trzecim polu. Eddie Irvine był siódmy z wynikiem 1:21.610. Na 47. okrążeniu doszło do kolizji między Niemcem a Kanadyjczykiem – Schumacher zakończył wyścig, natomiast Villeneuve kontynuował jazdę i dojechał do mety na trzeciej pozycji, za duetem kierowców McLarena, Miką Häkkinenem i Davidem Coulthardem. Irvine wyścig zakończył na piątej pozycji ze stratą 3,789 sekund do fińskiego kierowcy
W całym sezonie, Ferrari zdobyło 102 punkty i ponownie zajęło drugie miejsce za Williamsem. W klasyfikacji kierowców, Michael Schumacher zajął drugą pozycję z liczbą 78 punktów, natomiast Eddie Irvine został sklasyfikowany na ósmej pozycji z 24 punktami. 11 listopada 1997, Fédération Internationale de l’Automobile postanowiła wykluczyć Schumachera z klasyfikacji kierowców, w następstwie wydarzeń na torze w Jerez, a punkty zdobyte w całym sezonie przez Niemca będą wliczone zespołowi do klasyfikacji konstruktorów. Dzięki temu, Irvine awansował w klasyfikacji kierowców o jedną pozycję.

## Wyniki w Formule 1
| Legenda oznaczeń w tabelach wyników Wyświetl szablon na nowej stronie | Legenda oznaczeń w tabelach wyników Wyświetl szablon na nowej stronie                                                                     |
| Oznaczenie                                                            | Wyjaśnienie |
| --------------------------------------------------------------------- | --- |
| Złoty                                                                 | Zwycięzca lub mistrzostwo |
| Srebrny                                                               | 2. miejsce lub wicemistrzostwo |
| Brązowy                                                               | 3. miejsce lub II wicemistrzostwo |
| Zielony                                                               | Ukończył, punktował (w klasyfikacji generalnej, gdy zdobył co najmniej jeden punkt na przestrzeni sezonu, poza trzema powyższymi opcjami) |
| Niebieski                                                             | Ukończył, nie punktował (w klasyfikacji generalnej, gdy nie zdobył co najmniej jednego punktu na przestrzeni sezonu)                      |
| Czerwony                                                              | Nie zakwalifikował się (NZ) |
| Czerwony                                                              | Nie prekwalifikował się (NPK) |
| Różowy                                                                | Nie ukończył (NU) |
| Różowy                                                                | Niesklasyfikowany (NS) (w klasyfikacji generalnej, gdy nie został sklasyfikowany w żadnym wyścigu sezonu)                                 |
| Czarny                                                                | Zdyskwalifikowany (DK) |
| Czarny                                                                | Wykluczony (WYK/EX) |
| Biały                                                                 | Nie wystartował (NW) |
| Biały                                                                 | Kontuzjowany (K/INJ) |
| Biały                                                                 | Wyścig odwołany (OD/C) |
| Bez koloru                                                            | Został wycofany (WYC/WD) |
| Bez koloru                                                            | Nie przybył (NP/DNA) |
| Bez koloru                                                            | Nie brał udziału w treningach (NT/DNP) |
| Bez koloru                                                            | Nie został zgłoszony (–) |
| Pogrubienie                                                           | Start z pole position |
| Kursywa                                                               | Najszybsze okrążenie wyścigu |
| †                                                                     | Nie ukończył, ale jego rezultat został zaliczony ze względu na przejechanie więcej niż 90% dystansu wyścigu.                              |
| *                                                                     | Sezon w trakcie |
| 1/2/3                                                                 | Punktowana pozycja w sprincie kwalifikacyjnym                                                                                             |
| Lista systemów punktacji Formuły 1                                    | |

| Sezon | Zespół                    | Kierowcy           | Wyniki w poszczególnych eliminacjach | Wyniki w poszczególnych eliminacjach | Wyniki w poszczególnych eliminacjach | Wyniki w poszczególnych eliminacjach | Wyniki w poszczególnych eliminacjach | Wyniki w poszczególnych eliminacjach | Wyniki w poszczególnych eliminacjach | Wyniki w poszczególnych eliminacjach | Wyniki w poszczególnych eliminacjach | Wyniki w poszczególnych eliminacjach | Wyniki w poszczególnych eliminacjach | Wyniki w poszczególnych eliminacjach | Wyniki w poszczególnych eliminacjach | Wyniki w poszczególnych eliminacjach | Wyniki w poszczególnych eliminacjach | Wyniki w poszczególnych eliminacjach | Wyniki w poszczególnych eliminacjach | Wyniki kierowców | Wyniki kierowców | Wyniki konstruktora | Wyniki konstruktora |
| Sezon | Zespół                    | Kierowcy           | Australia                            | Brazylia                             | Argentyna                            | Unia Europejska                      | San Marino                           | Monako                               | Hiszpania                            | Kanada                               | Francja                              | Wielka Brytania                      | Niemcy                               | Węgry                                | Belgia                               | Włochy                               | Portugalia                           | Japonia                              |                                      | Punkty           | Pozycja          | Punkty              | Pozycja             |
| ----- | ------------------------- | ------------------ | ------------------------------------ | ------------------------------------ | ------------------------------------ | ------------------------------------ | ------------------------------------ | ------------------------------------ | ------------------------------------ | ------------------------------------ | ------------------------------------ | ------------------------------------ | ------------------------------------ | ------------------------------------ | ------------------------------------ | ------------------------------------ | ------------------------------------ | ------------------------------------ | ------------------------------------ | ---------------- | ---------------- | ------------------- | ------------------- |
| 1996  | Scuderia Ferrari SpA      | Michael Schumacher | NU                                   | 3                                    | NU                                   | 2                                    | 2                                    | NU                                   | 1                                    | NU                                   | NW                                   | NU                                   | 4                                    | 9                                    | 1                                    | 1                                    | 3                                    | 2                                    |                                      | 59               | 3                | 70                  | 2                   |
| 1996  | Scuderia Ferrari SpA      | Eddie Irvine       | 3                                    | 7                                    | 5                                    | NU                                   | 4                                    | 7                                    | NU                                   | NU                                   | NU                                   | NU                                   | NU                                   | NU                                   | NU                                   | NU                                   | 5                                    | NU                                   |                                      | 11               | 10               | 70                  | 2                   |
|       |                           |                    | Australia                            | Brazylia                             | Argentyna                            | San Marino                           | Monako                               | Hiszpania                            | Kanada                               | Francja                              | Wielka Brytania                      | Niemcy                               | Węgry                                | Belgia                               | Włochy                               | Austria                              | Luksemburg                           | Japonia                              | Unia Europejska                      | Punkty           | Pozycja          | Punkty              | Pozycja             |
| 1997  | Scuderia Ferrari Marlboro | Michael Schumacher | 2                                    | 5                                    | NU                                   | 2                                    | 1                                    | 4                                    | 1                                    | 1                                    | NU                                   | 2                                    | 4                                    | 1                                    | 6                                    | 6                                    | NU                                   | 1                                    | NU                                   | DK (78)          | DK               | 102                 | 2                   |
| 1997  | Scuderia Ferrari Marlboro | Eddie Irvine       | NU                                   | 16                                   | 2                                    | 3                                    | 3                                    | 12                                   | NU                                   | 3                                    | NU                                   | NU                                   | 9                                    | 10                                   | 8                                    | NU                                   | NU                                   | 3                                    | 5                                    | 24               | 7                | 102                 | 2                   |